# Bruxelles-Nord

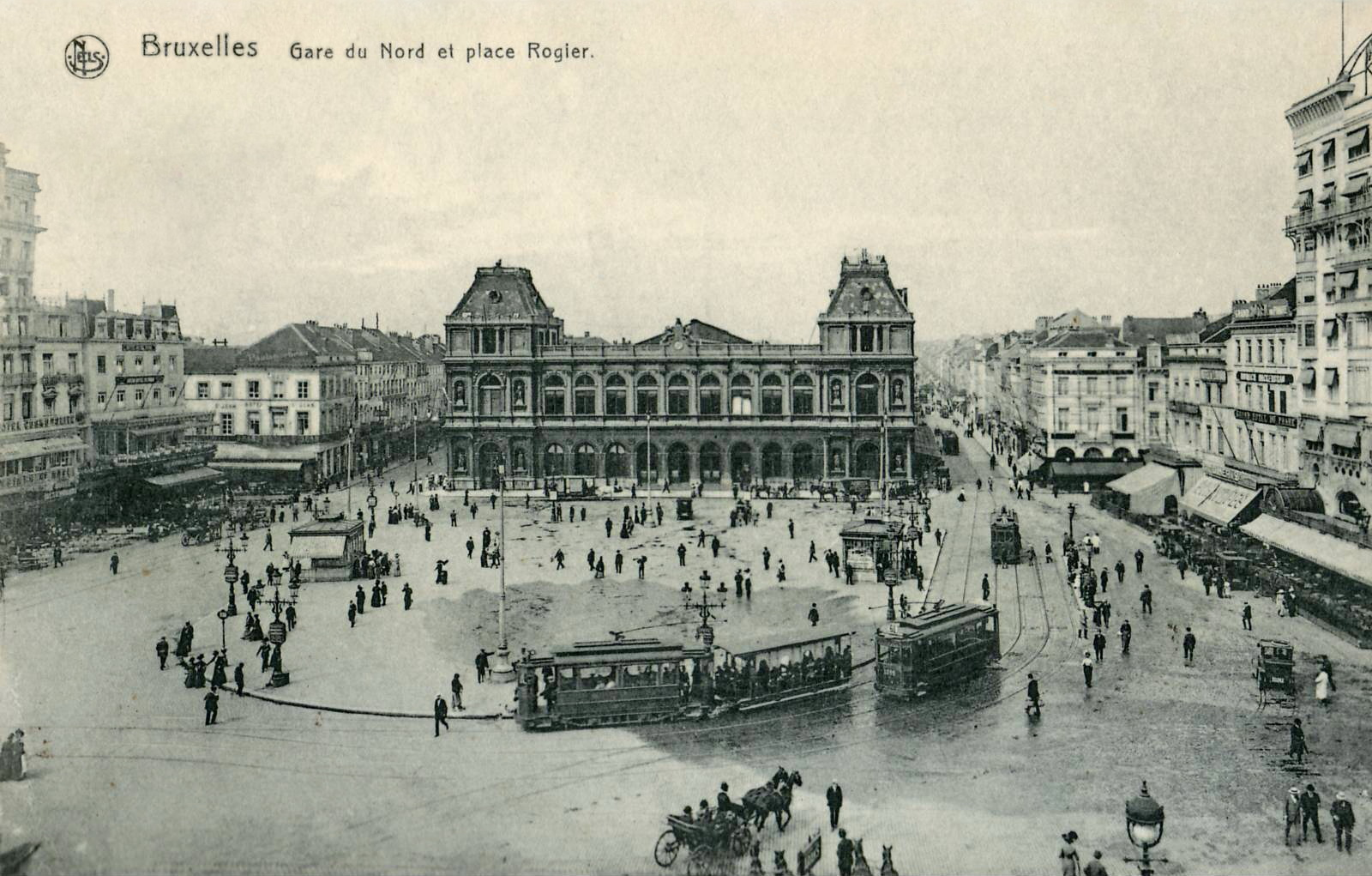
Brussels-North 1914 előtt

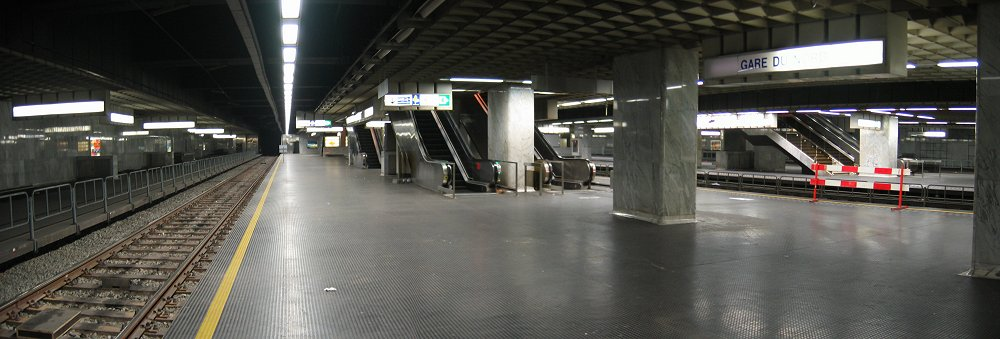
A pályaudvar alatti premetró-állomás

Bruxelles-Nord (hollandul: Brussel-Noord, angolul: Brussels-North) Belgium fővárosának, Brüsszelnek a második legnagyobb pályaudvara. Az állomáson egyaránt megfordulnak a belföldi és a nemzetközi vonatok is. Az ICE vonatok Németország felé biztosítanak nemzetközi kapcsolatot, InterCity vonatok pedig Belgium több nagyvárosával teremtenek összeköttetést.

## Vasútvonalak
Az állomást az alábbi vasútvonalak érintik:
- Brüsszel–Liège-vasútvonal
- észak-dél kapcsolat
- Brüsszel–Antwerpen-vasútvonal
- 27-es vonal
- 50-es vonal

## Kapcsolódó állomások
Az állomáshoz az alábbi állomások vannak a legközelebb:
- Schaerbeek vasútállomás (Antwerpen-Centraal, Leuven railway station, Schaerbeek vasútállomás, Line S1, Line S2, Line S6)
- Brussels Congress (Nivelles railway station, Line S1)
- Bahnhof Bruxelles-Schuman/Brussel-Schuman (Louvain-la-Neuve railway station, Line S8)
- Gare de Tour et Taxis
- Royal railway station
- Brussel-Centraal (Braine-le-Comte railway station, Zottegem railway station, Denderleeuw railway station, Aalst railway station, Line S2, Line S3, Line S6, Line S8, Line S10)
- Gare de Bockstael (Dendermonde railway station, Line S3, Line S10)

## Forgalom
- Nagysebességű járatok (ICE): Brüsszel - Liège - Köln - Frankfurt
- Intercity (IC-35) Amszterdam - The Hague - Rotterdam - Roosendaal - Antwerpen - Brüsszeli repülőtér - Brüsszel
- Intercity (IC-16) Brüsszel - Namur - Arlon - Luxembourg
- Intercity (IC-01) Ostend - Bruges - Gent - Brüsszel - Leuven - Liège - Welkenraedt - Eupen
- Intercity (IC-03) Knokke/Blankenberge - Bruges - Gent - Brüsszel - Leuven - Hasselt - Genk
- Intercity (IC-05) Antwerpen - Mechelen - Brüsszel - Nivelles - Charleroi (hétköznap)
- Intercity (IC-06) Tournai - Ath - Halle - Brüsszel - Brüsszeli repülőtér
- Intercity (IC-06A) Mons - Braine-le-Comte - Brüsszel - Brüsszeli repülőtér
- Intercity (IC-11) Binche - Braine-le-Comte - Halle - Brüsszel - Mechelen - Turnhout (hétköznap)
- Intercity (IC-12) Kortrijk - Gent - Brüsszel - Leuven - Liège - Welkenraedt (hétköznap)
- Intercity (IC-14) Quiévrain - Mons - Braine-le-Comte - Brüsszel - Leuven - Liège (hétköznap)
- Intercity (IC-17) Brüsszel - Namur - Dinant (hétvégén)
- Intercity (IC-18) Brüsszel - Namur - Liège (hétköznap)
- Intercity (IC-20) Gent - Aalst - Brüsszel - Hasselt - Tongeren (hétköznap)
- Intercity (IC-20) Gent - Aalst - Brüsszel - Dendermonde - Lokeren (hétvégén)
- Intercity (IC-22) Essen - Antwerpen - Mechelen - Brüsszel (hétköznap)
- Intercity (IC-22) Antwerpen - Mechelen - Brüsszel - Halle - Braine-le-Comte - Binche (hétvégén)
- Intercity (IC-23) Ostend - Bruges - Kortrijk - Zottegem - Brüsszel - Brüsszel repülőtér
- Intercity (IC-23A) Bruges - Gent - Brüsszel - Brüsszel repülőtér (hétköznap)
- Intercity (IC-23A) Gent - Brüsszel - Brüsszel repülőtér (hétvégén)
- Intercity (IC-26) Kortrijk - Tournai - Halle - Brüsszel - Dendermonde - Lokeren - Sint Niklaas (hétköznap)
- Intercity (IC-29) De Panne - Gent - Aalst - Brüsszel - Brüsszel repülőtér - Leuven - Landen
- Intercity (IC-31) Antwerpen - Mechelen - Brüsszel (hétköznap)
- Intercity (IC-31) Antwerpen - Mechelen - Brüsszel - Nivelles - Charleroi (hétvégén)
- Brüsszeli RER (S1) Antwerpen - Mechelen - Brüsszel - Waterloo - Nivelles (hétköznap)
- Brüsszeli RER (S1) Antwerpen - Mechelen - Brüsszel (hétvégén)
- Brüsszeli RER (S1) Brüsszel - Waterloo - Nivelles (hétvégén)
- Brüsszeli RER (S2) Leuven - Brüsszel - Halle - Braine-le-Comte
- Brüsszeli RER (S3) Dendermonde - Brüsszel - Denderleeuw - Zottegem - Oudenaarde (hétköznap)
- Brüsszeli RER (S6) Aalst - Denderleeuw - Geraardsbergen - Halle - Brüsszel - Schaarbeek
- Brüsszeli RER (S8) Brüsszel - Etterbeek - Ottignies - Louvain-le-Neuve
- Brüsszeli RER (S10) Dendermonde - Brüsszel - Denderleeuw - Aalst

## Képgaléria

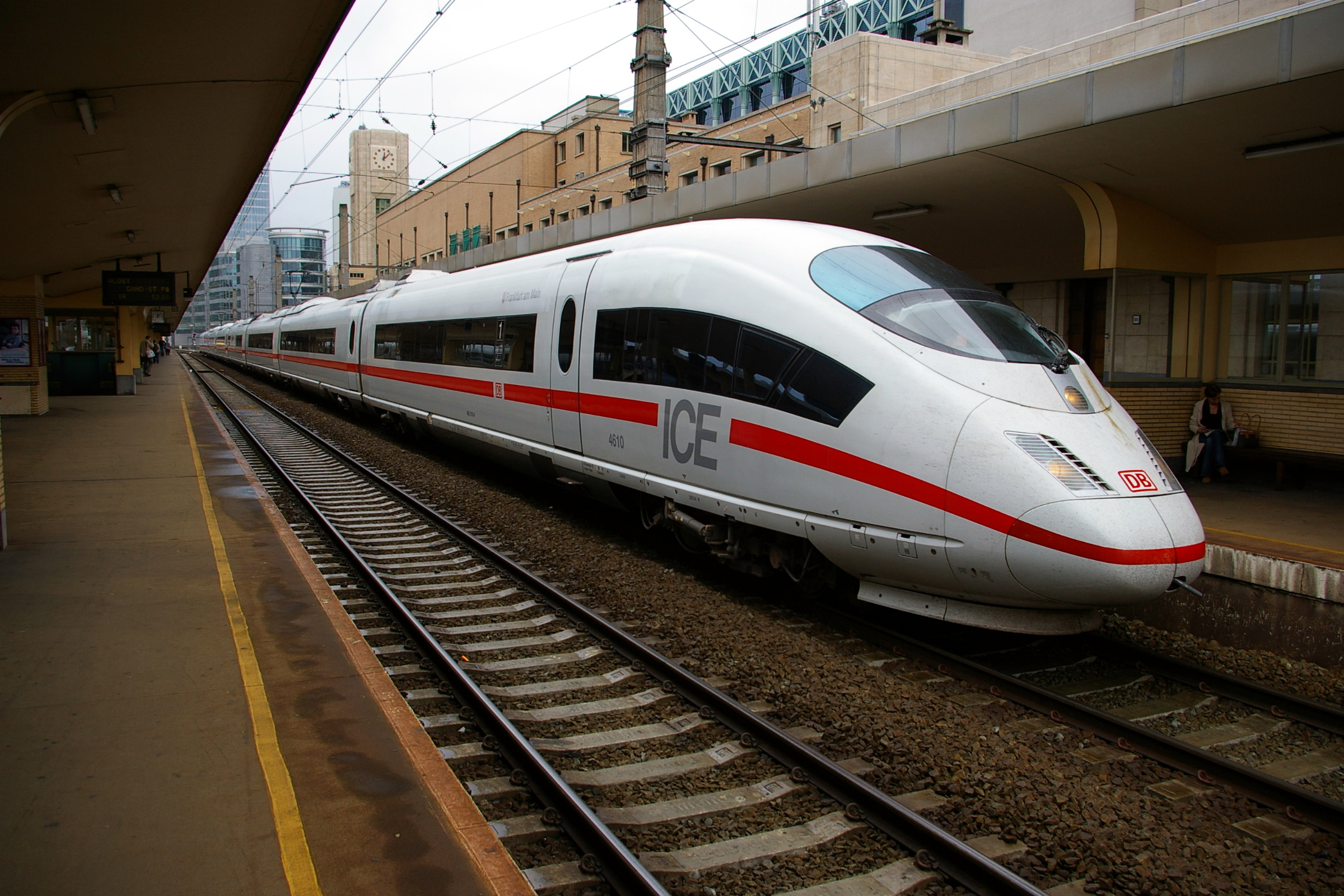
ICE motorvonat az állomáson
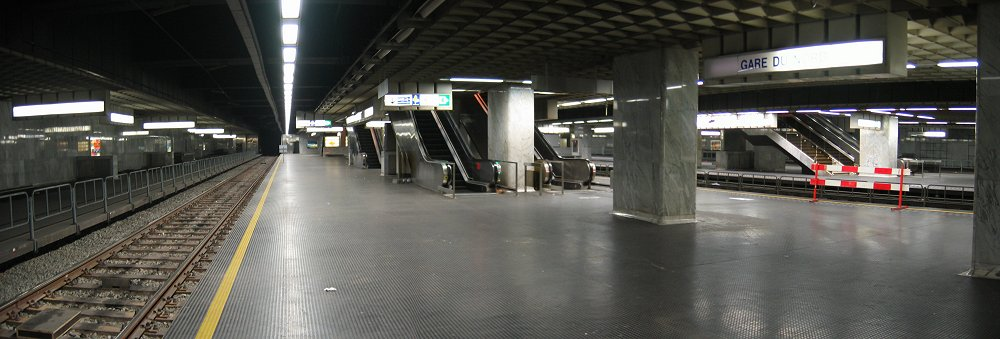
A PreMetro-állomás
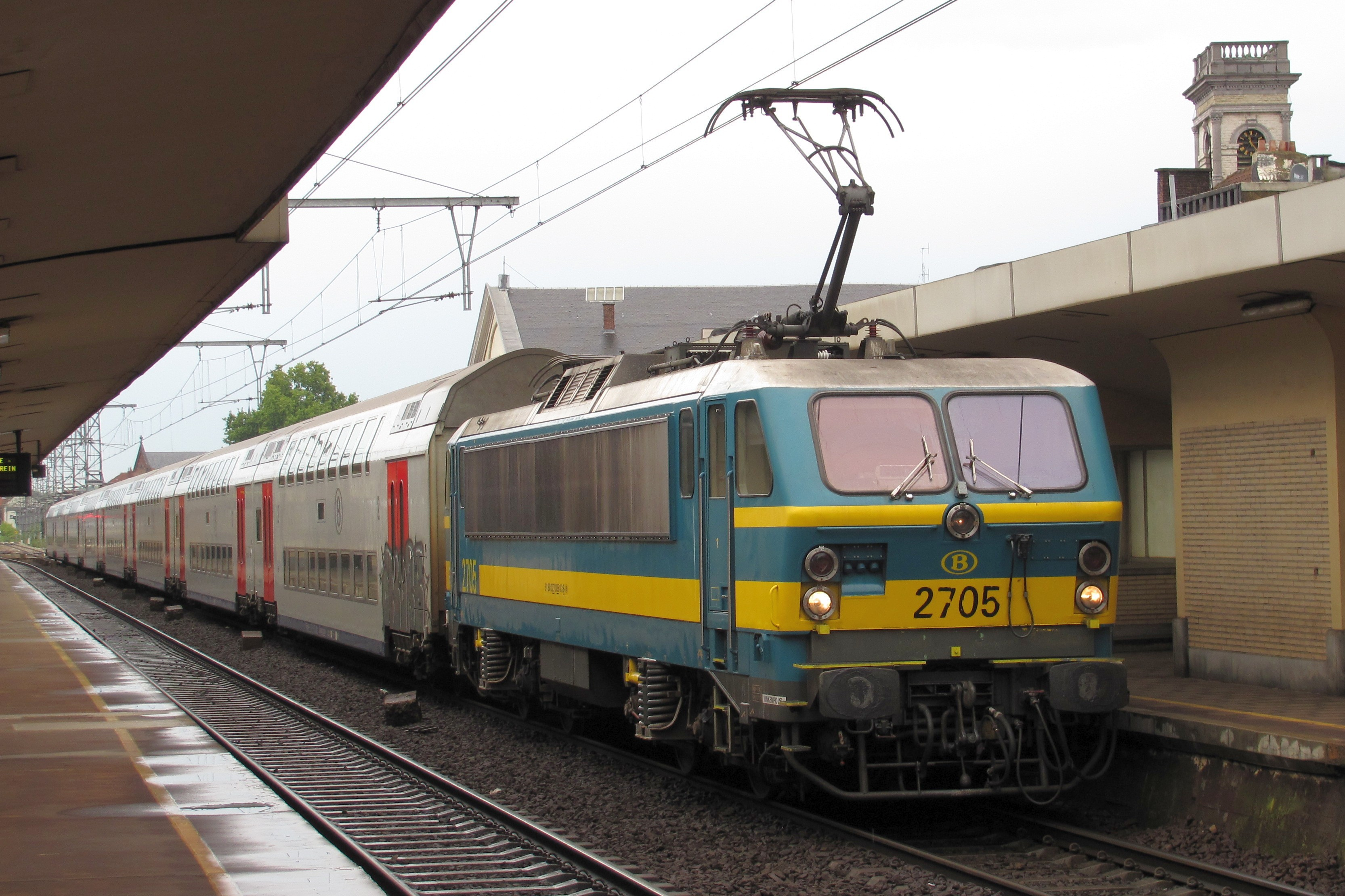
Intercity indul Charleroi felé
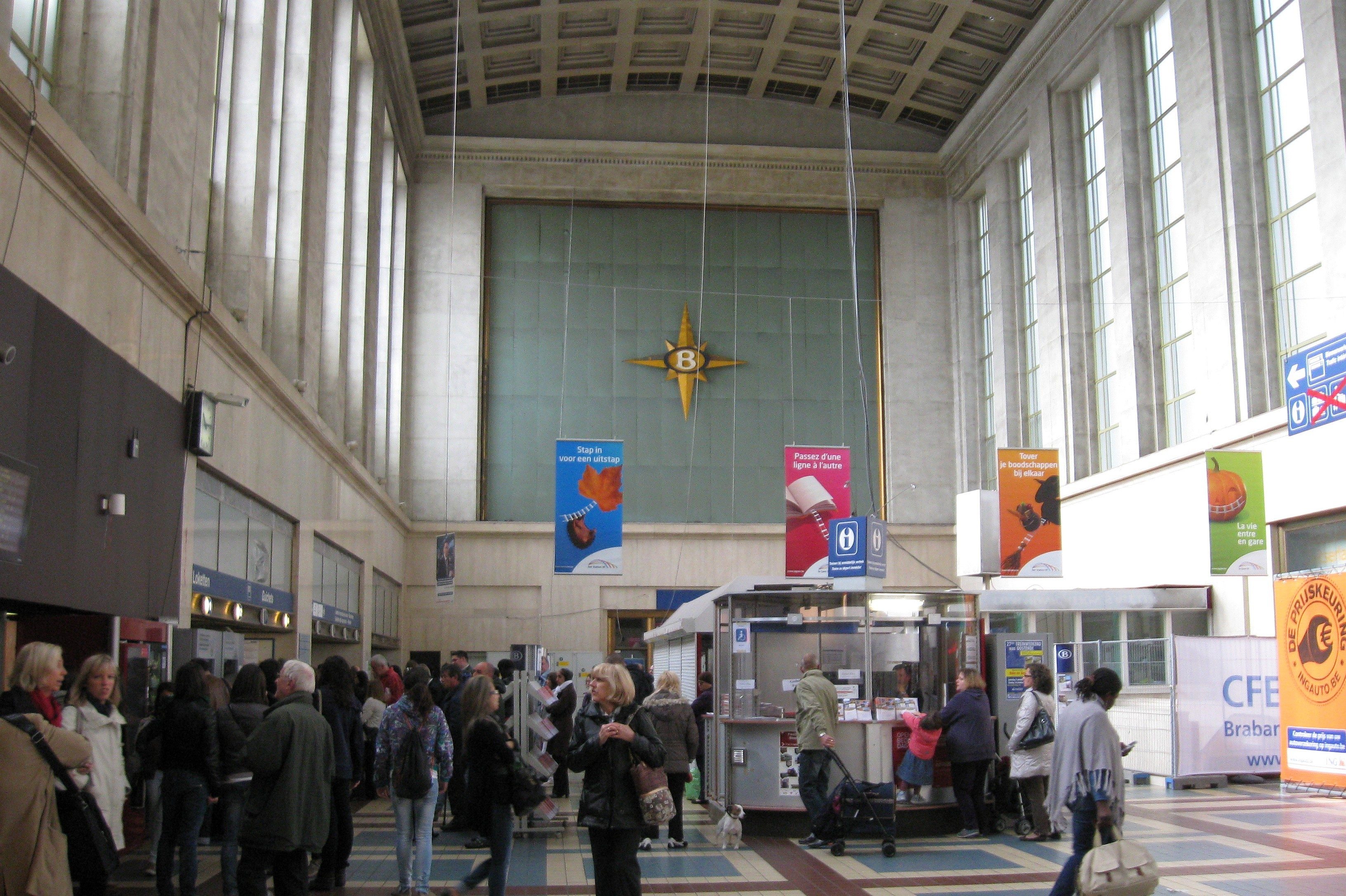
Váróterem
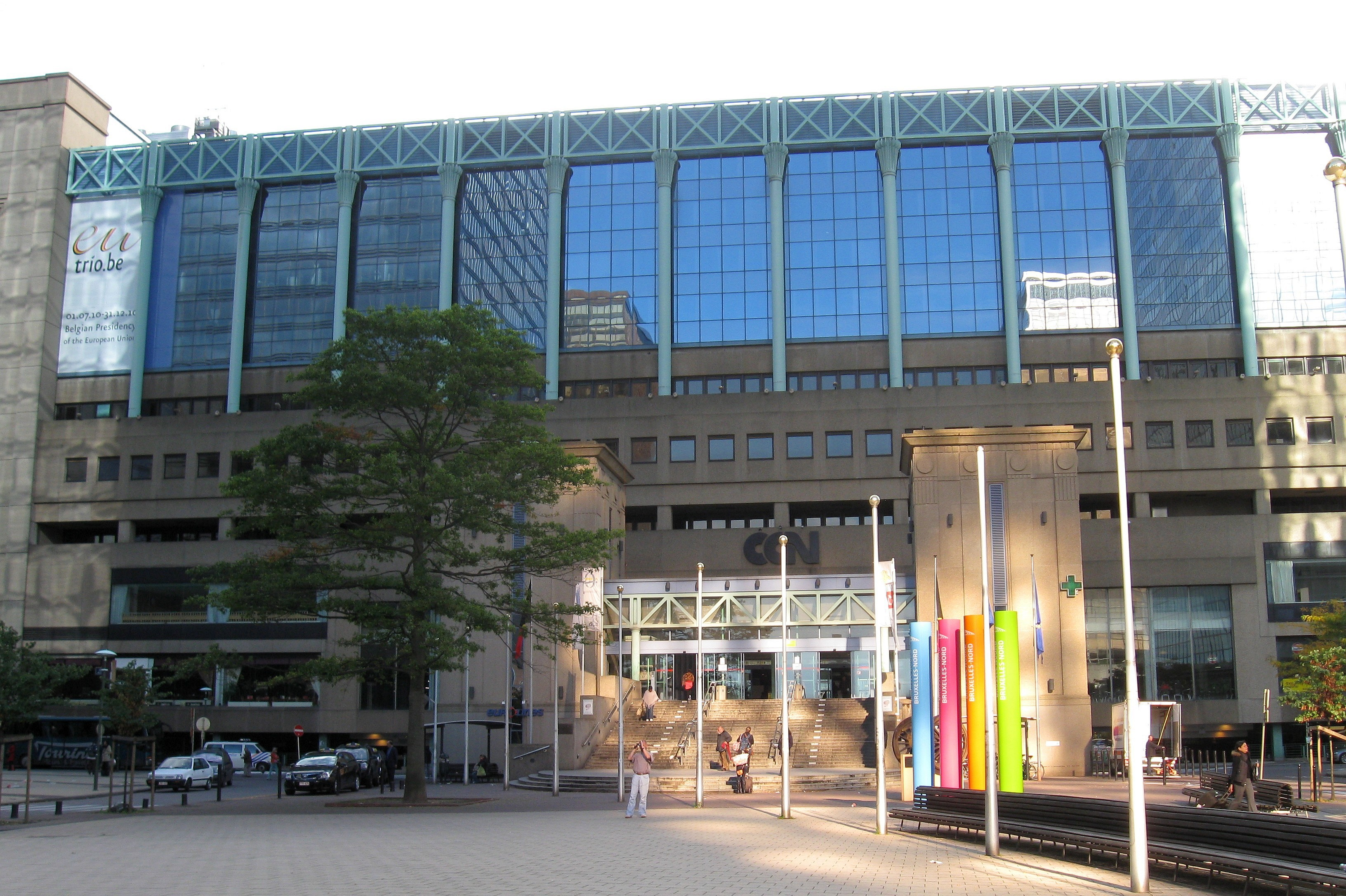
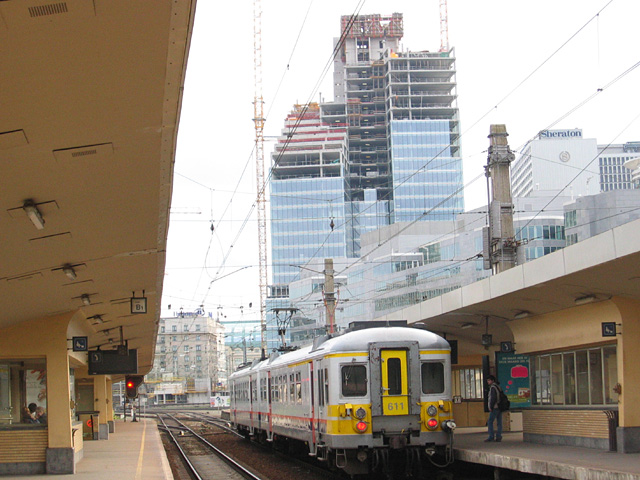